# Flagge Sri Lankas
Die Flagge Sri Lankas, auch als „Löwenflagge“ bezeichnet, wurde offiziell am 17. Dezember 1978 angenommen.

## Beschreibung und Bedeutung
Die Nationalflagge Sri Lankas zeigt einen goldenen Löwen vor einem weinroten Hintergrund, der ein Schwert (kastane) in seiner rechten Vorderpfote hält. In jeder der vier Ecken dieses Flaggenteils ist das goldene Blatt eines Bodhibaums zu sehen, deren Blattspitzen auf den Löwen im Zentrum gerichtet sind. Der Löwe steht dabei für die Tapferkeit, während die vier Blätter die vier buddhistischen „himmlischen Verweilzustände“, Metta (Güte), Karuna (Mitgefühl), Mudita (Mitfreude) und Upekkhā (Gleichmut), symbolisieren. Im linken Teil der Flagge sind zwei gleich große vertikale Streifen platziert, die in den Farben Grün (Mastseite) und Safran gehalten sind und die beiden großen Minderheitengruppen des Staates repräsentieren. Der safranfarbene Streifen steht für die Volksgruppe der Tamilen, der grüne für die muslimischen Bewohner Sri Lankas. Der weinrote Hintergrund steht für Singhalesen, die Mehrheit der Bewohner des Landes. Die gelbe Umrahmung, die die Flagge wie auch die Streifen umgibt, repräsentiert Einheitlichkeit des Landes.

## Geschichte
Der Löwe ist ein Symbol des Mehrheitsvolks der Singhalesen, das seinen Namen vom Sanskrit-Wort für „Löwe“ (singha) ableitet. Der rechte Teil der heutigen Flagge mit dem goldenen Löwen geht auf eine Flagge des ehemaligen Königreichs Kandy zurück, das bis zur Annexion durch die Briten 1815 bestand. Nach der Eroberung Kandys fiel den Briten neben anderen Bannern eine Löwenflagge in die Hände. Obgleich der Löwe nur eines unter vielen Herrschaftsinsignien der Kandy-Könige war, wurde die Löwenflagge von den Briten als das Symbol des von ihnen unterworfenen Königreichs gedeutet und schließlich als Trophäe im Royal Hospital Chelsea ausgestellt.
Vor dem Hintergrund des erstarkenden singhalesischen Nationalismus, der stark auf die Symbolik des Kandy-Königreichs zurückgriff, avancierte die Löwenflagge im frühen 20. Jahrhundert zum nationalen Emblem der Singhalesen. Hierzu trug maßgeblich der Rechtsanwalt E. W. Perera bei, der die in Chelsea ausgestellte Flagge wiederentdeckte und in zwei 1909 und 1916 erschienenen Aufsätzen bekannt machte. Bald wurde die Löwenflagge – ahistorischerweise – bis in die Zeit des mythischen Stammvaters Vijaya vor 2500 Jahren zurückdatiert und als „stets dagewesenes“ Symbol der Singhalesen verstanden.
Nach der Erlangung der Unabhängigkeit im Jahre 1948 wurde die Löwenflagge zur Nationalflagge bestimmt. Das Parlament Ceylons beschloss gegen den Widerstand tamilischer Politiker, die in der Einführung eines als singhalesisch verstandenen Symbols den Vormachtsanspruch der Singhalesen ausgedrückt sahen, dass bei der Unabhängigkeitsfeier die Löwenflagge gehisst werden solle. Die Regierung setzte aber zugleich ein Komitee ein, das die endgültige Gestaltung der Flagge bestimmen sollte. Als Ergebnis wurden 1950 die zwei Streifen links hinzugefügt, die als Konzession für die Minderheiten Tamilen und Muslime symbolisieren sollten. Ursprünglich befand sich in jeder der vier Ecken eine Fiale. 1972 wurden die Fialen durch Bodhibaum-Blätter ersetzt. Die Blätter in den Ecken wurden 1978 überarbeitet, um natürlicher zu wirken.

Britisch Ceylon, 1875 bis 1948
Flagge Ceylons, 1948 bis 1951
Flagge Ceylons, 1951 bis 1972
ehemalige  Seekriegsflagge Ceylons

## Weitere Flaggen Sri Lankas

Dienstflagge zur See
Seekriegsflagge
Armeeflagge
Flagge der Luftstreitkräfte
Handelsflagge